# Мазараки, Андриан Семёнович
Андриа́н Семёнович Мазараки́ (18 августа 1835, Воронеж, Российская империя — 4 января 1906, Ницца, Франция) — музыкант, меценат.
Внук И. Н. Дебольцева, сын С. С. Мазараки, дед певицы Н. А. Обуховой.

## Биография
Из дворянского рода польского происхождения, восходящего к XVII веку. Одна его ветвь осталась на Украине после её присоединения к России. Из неё происходил отец Андриана Семёновича генерал-лейтенант артиллерии Семён Семёнович (1787—1854), с отличием служивший в войну 1812. Старший в роде из его потомков именовался Мазараки-Дебольцев.
Род Мазараки был внесён в родословные книги дворян Царства Польского и в VI, I и II части родословных книг Киевской, Черниговской, Екатеринославской, Полтавской и Бессарабской губерний (Гербовник, VIII, 129 и XIII, 49).

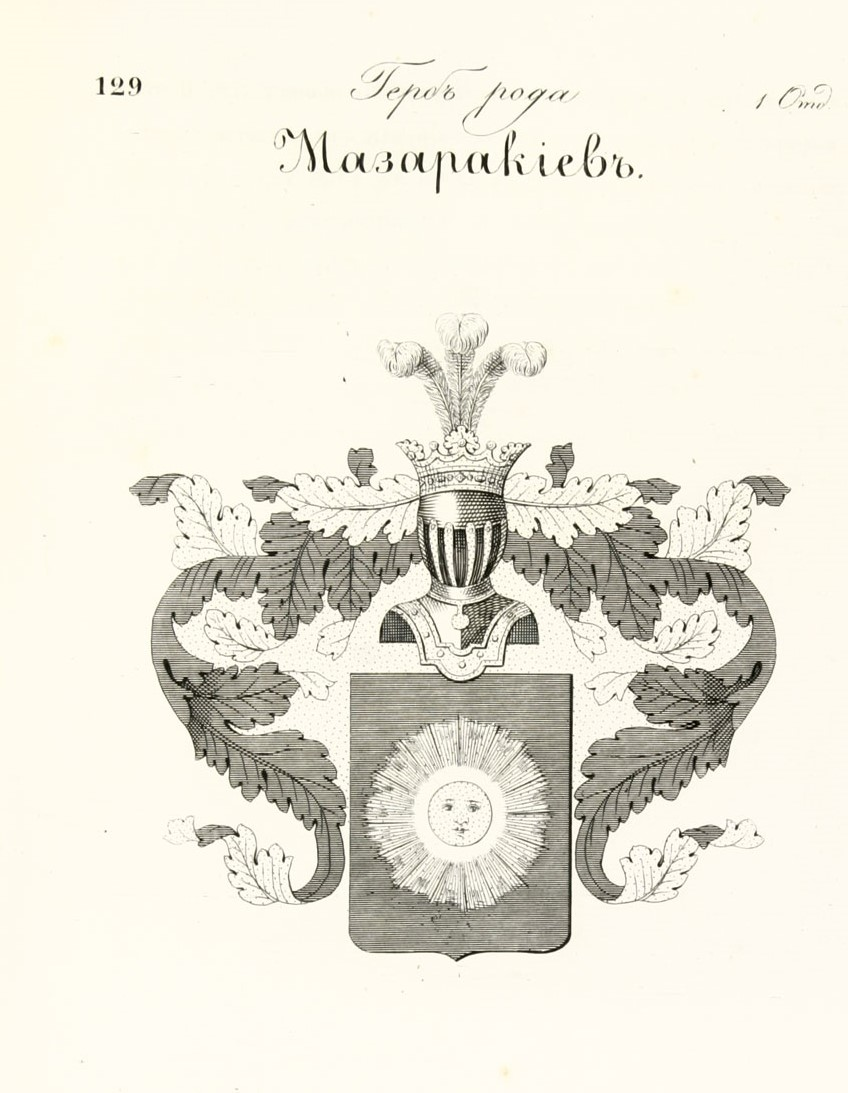
Герб рода Мазаракиев внесен в Часть 8 Общего гербовника дворянских родов Всероссийской империи

Надежда Обухова

20 января 1850 г. — принят в Пажеский корпус.
13 августа 1853 г. — произведен в камер-пажи.
17 июня 1854 г. — произведен в прапорщики лейб-гвардии Семеновского полка.
В 1854-1855 гг. — находился в составе войск, охранявших побережье Петербургской губернии.
В 1855  году  — произведен в подпоручики .
16 мая 1858 г. — вышел в отставку со званием поручика.
25 декабря 1858 г. — прошел аттестацию по гражданскому ведомству с перерегистрацией военного звания в гражданское, став титулярным советником и назначен чиновником для особых поручений VIII класса при канцелярии Кавказского и Сибирского комитетов с причислением к Собственной Его Императорского Величества канцелярии.
12 ноября 1864 года уволился со службы.
Основатель Воронежского отделения Императорского русского музыкального общества (1868), член дирекции до 1872. После отъезда Мазараки из Воронежа общество, лишившись его финансовой поддержки, закрылось.
В 1869 году в Воронеже открыл общедоступную музыкальную школу. Участвовал в концертах как пианист и скрипач.
Был дружен с А. Г. и Н. Г. Рубинштейнами.
Владел имением в с. Хворостянка Усманского уезда Тамбовской губернии (в настоящее время Добринский район Липецкой области.
Являлся почетным мировым судьей Усманского уезда Тамбовской губернии.

Надежда Андреевна Обухова вспоминала: «Дед был прекрасным пианистом, и я часами слушала в его исполнении Шопена и Бетховена», — рассказывала Надежда Андреевна. Запомнились ей рассказы деда о дружбе с Николаем Григорьевичем Рубинштейном, игру которого Андриан Семенович неоднократно слушал, и которого глубоко чтил. Нередко дед собирал внуков и то играл им, то учил петь песенки. Дети любили петь на голоса, вторя друг другу. «Дети, в школу собирайтесь, петушок пропел давно» или «Там, вдали, за рекой»".

Усадебный дом Мазараки-Обуховых в с. Хворостянка. Фото начала XX века.

«Дедушка входил во все дела крестьян, и они его очень уважали и любили. Если на деревне что-нибудь случалось — пожары, падеж скота, болезни, похороны, крестины, свадьбы,— все обращались к нему за помощью. В неурожайные годы, когда в деревнях был голод, дедушка устраивал бесплатные столовые для голодавших крестьян, а во время эпидемии холеры организовал бесплатные лечебные пункты».

Музыкальность Андриана Семеновича, умение разбираться в качествах музыки, давать ей определенную характеристику вызывали у друзей и знакомых чувство искреннего восхищения. Его уважали как настоящего музыканта и музыкального деятеля, мы бы сейчас сказали — просветителя. Андриан Семенович был первым учителем Надежды по фортепиано.